# 가오링구

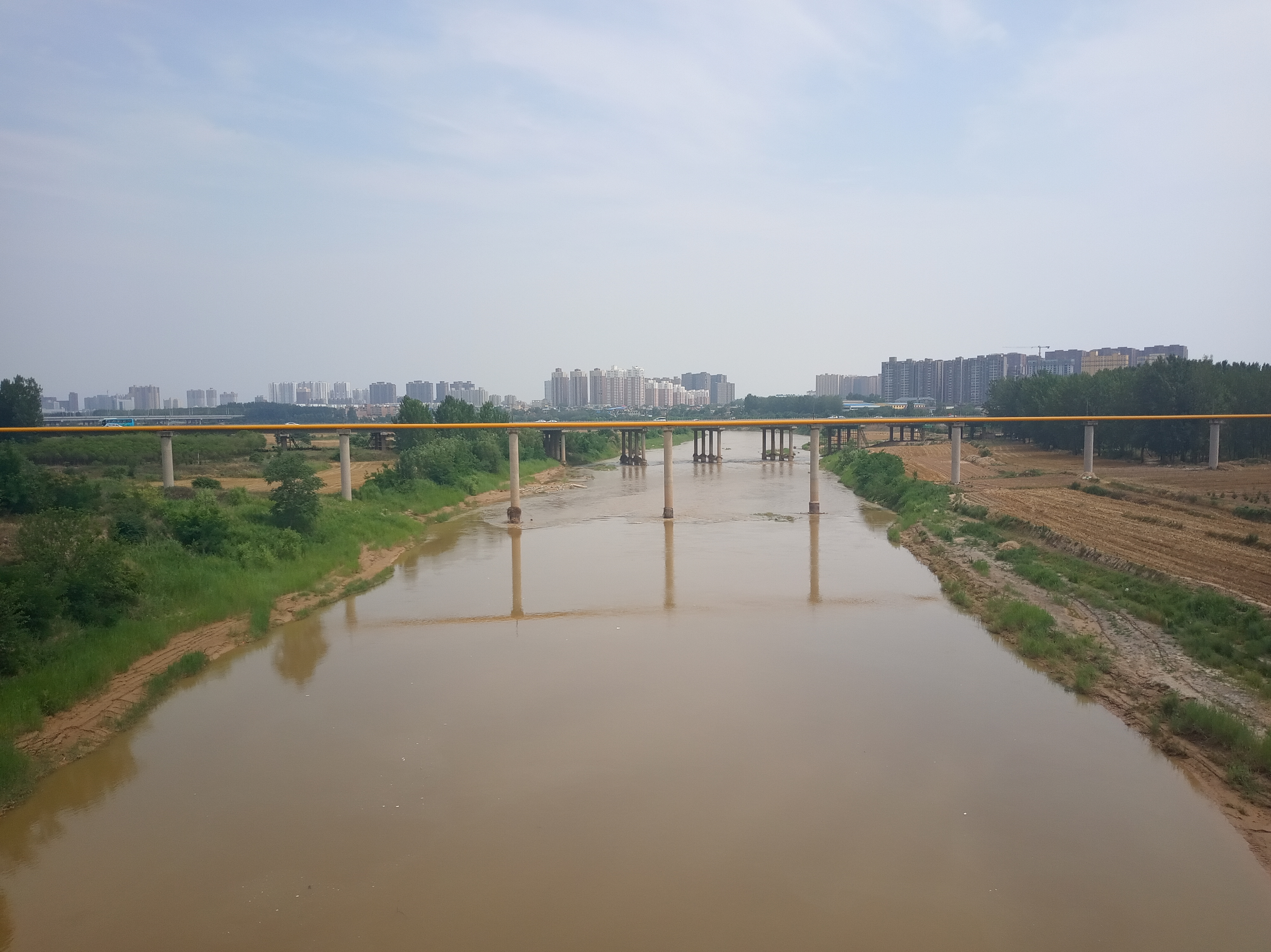

가오링구(한국어: 고릉구, 중국어: 高陵区, 병음: Gāolíng Qū)는 중화인민공화국 산시성 시안시의 시할구이다. 넓이는 290km2이고, 인구는 2007년 기준으로 270,000명이다.

## 행정 구역
7개 가도를 관리한다
가도:鹿苑街道、泾渭街道、崇皇街道、姬家街道、耿镇街道、张卜街道、通远街道。